# Gürbulak
Gürbulak is een plaats in het zuidoosten van Turkije vlak bij de grens met Iran.
In 2000 bedroeg het aantal inwoners 2580.
De plaats is het eindpunt van de Europese weg 80. De Aziatische weg 1 passeert Gürbulak op zijn weg van Tokio tot het westen van Turkije.